# Can-Am Spyder
Der Can-Am Spyder Roadster ist ein Trike des kanadischen Herstellers Bombardier Recreational Products, einer ehemaligen Tochtergesellschaft von Bombardier. Im Gegensatz zu vielen anderen Trikes hat der Spyder zwei Räder an der Vorderachse und ein zentrales Hinterrad.

## Entwicklung
Die Idee für den Spyder entstand 1996 während eines jährlich stattfindenden internen Designwettbewerbs des Herstellers. Die Vorstellung war, ein Straßenfahrzeug zu entwickeln, dessen Design an das von Schneemobilen angelehnt sein sollte. Der erste Prototyp wurde zwei Jahre später fertiggestellt.

## Markteinführung
Der Spyder wurde in Nordamerika am 20. Februar 2007 öffentlich vorgestellt, wonach eine sukzessive Markteinführung erfolgte. Er war zunächst in einigen Bundesstaaten der USA sowie vier kanadischen Provinzen erhältlich. In Europa wurde der Spyder am 14. Juni 2008 während des 24-Stunden-Rennens von Le Mans offiziell vorgestellt. In Deutschland wird das Fahrzeug seit Juli 2008 verkauft.

## Modelle

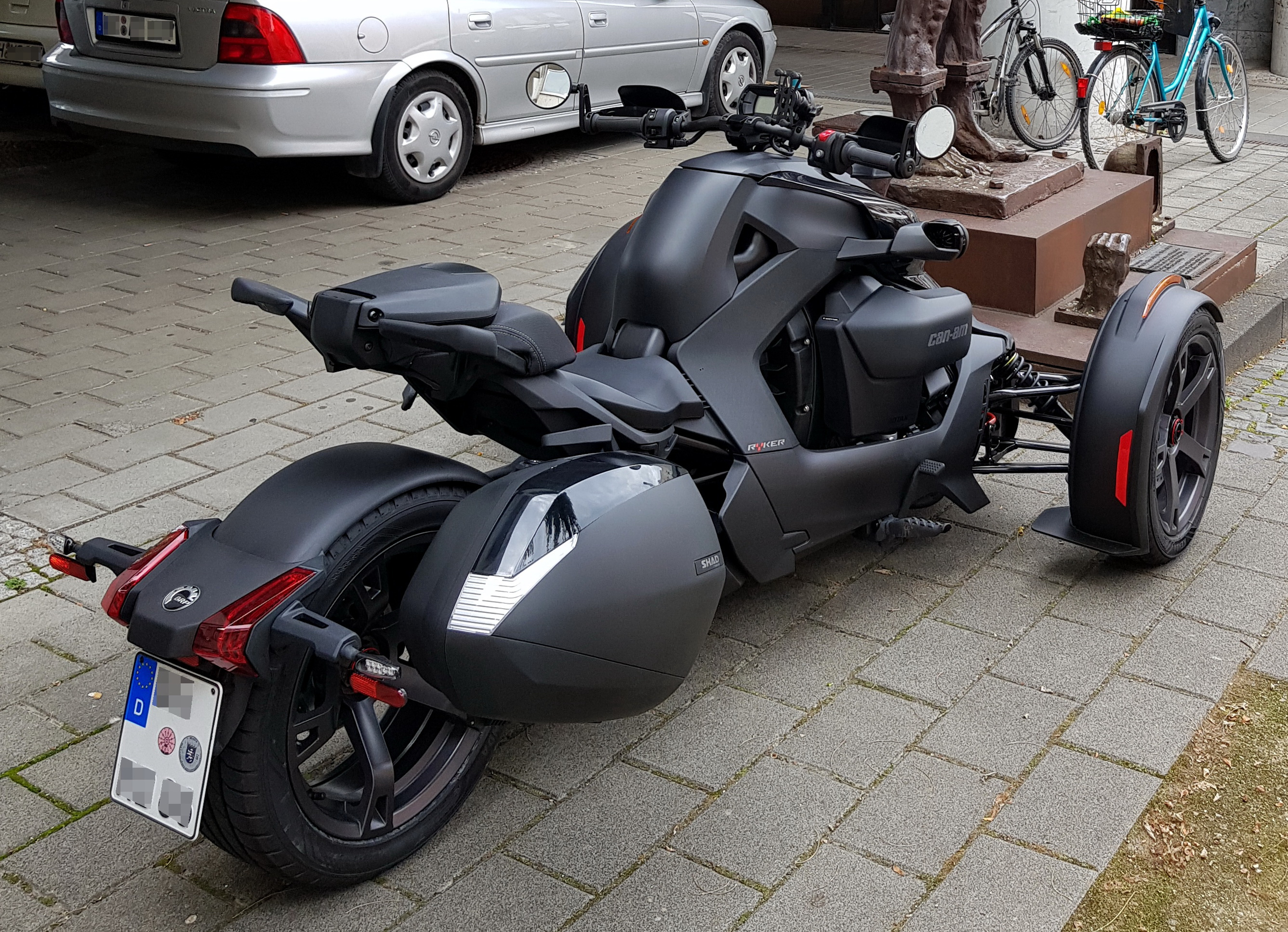
Can-Am „Ryker“ der Produktpalette Can-Am On-Road mit einem Seitenkoffer

Der Can-Am Spyder wird in zwei Schaltvarianten angeboten: Der Spyder SM5 hat eine 5-Gang-Schaltung mit Rückwärtsgang, der Spyder SE5 ein sequentielles elektronisches Automatikgetriebe. Außerdem wurde 2010 der Spyder RT eingeführt – eine Variante, die speziell fürs Tourenfahren mit vielen neuen Komfortmerkmalen ausgestattet ist. Unter anderem wurde der Stauraum für Gepäck deutlich vergrößert.
Seit 2018 gehört zur Produktpalette Can-Am On-Road der Ryker, eine leichtere Variante, wahlweise mit 50PS 600cm³-Zwei- oder 82PS 900cm³-Dreizylinder und CVT Automatikgetriebe. Der Einzelsitz des Basismodells lässt sich bei der Rally Edition um einen Soziussitz erweitern.

## Auszeichnungen
- Ehrenhafte Erwähnung beim Red Dot Produktdesign Award 2008

## Galerie

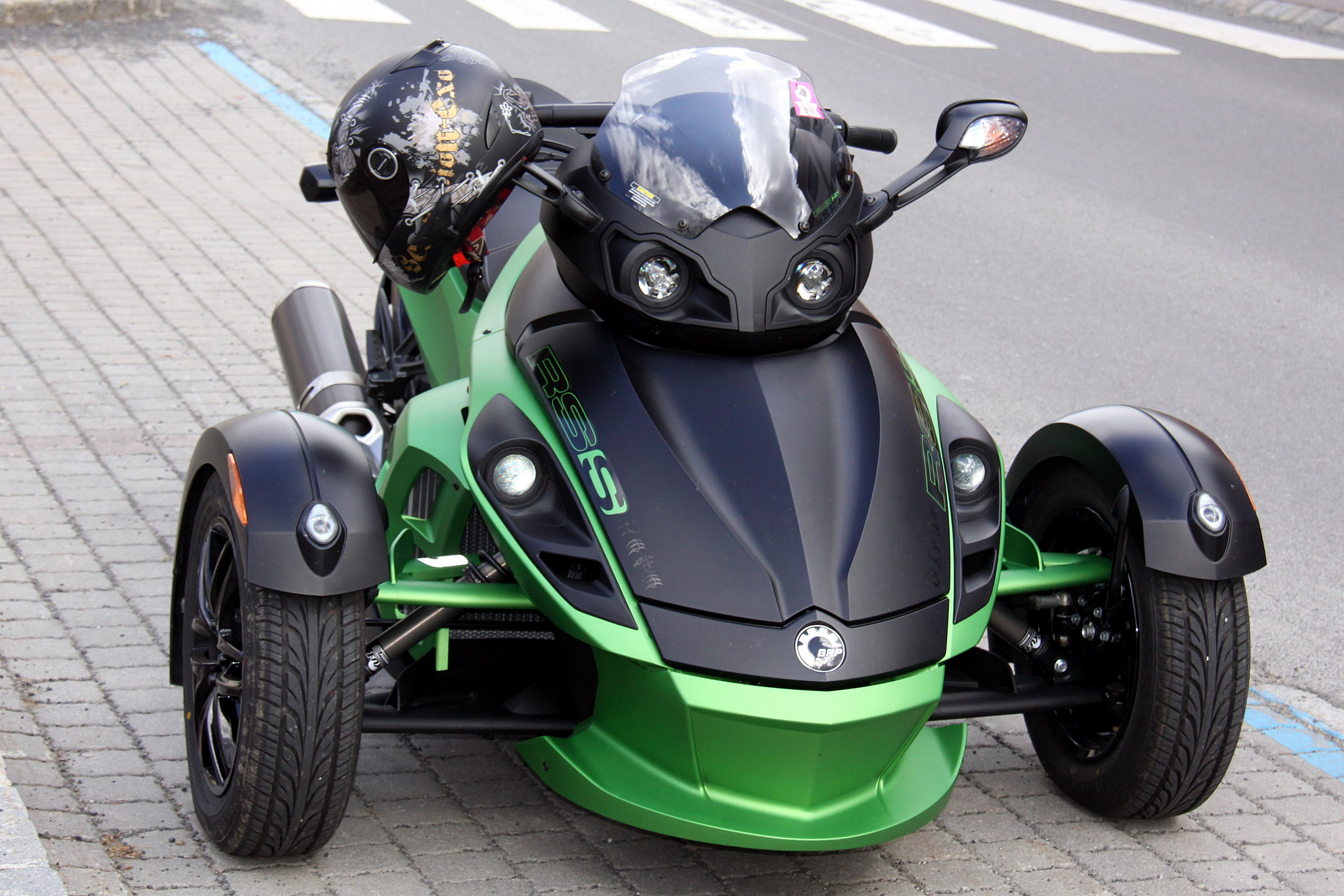
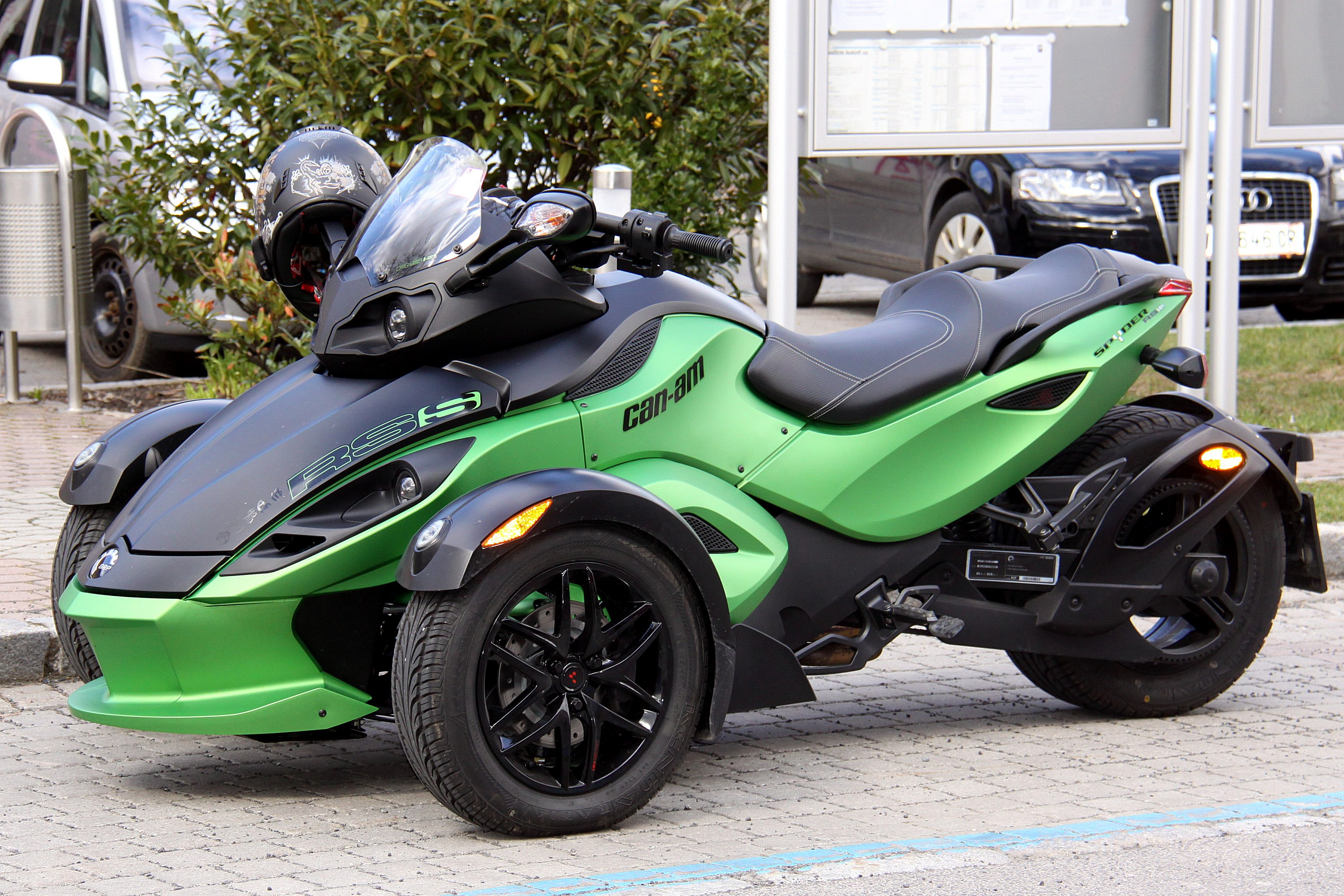
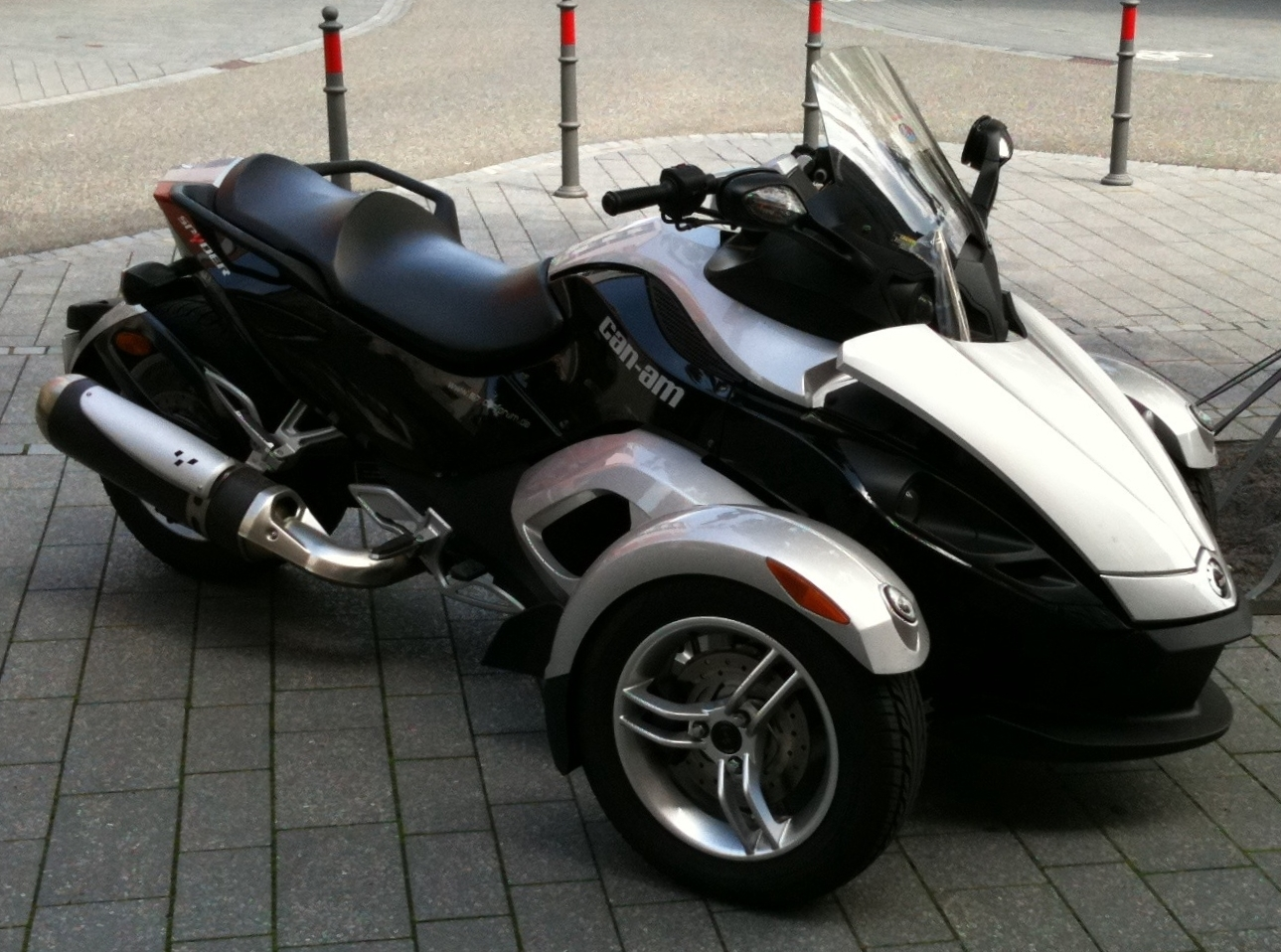
Can-Am Spyder Roadster RS
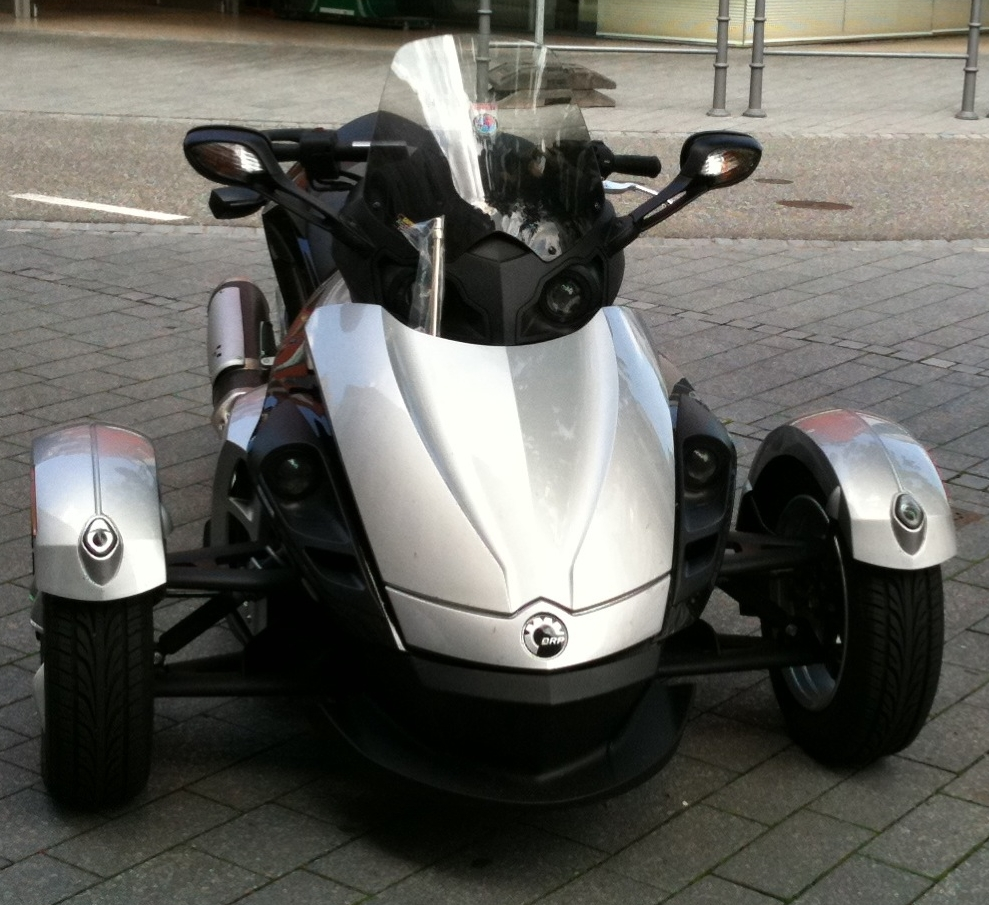
Can-Am Spyder Roadster RS
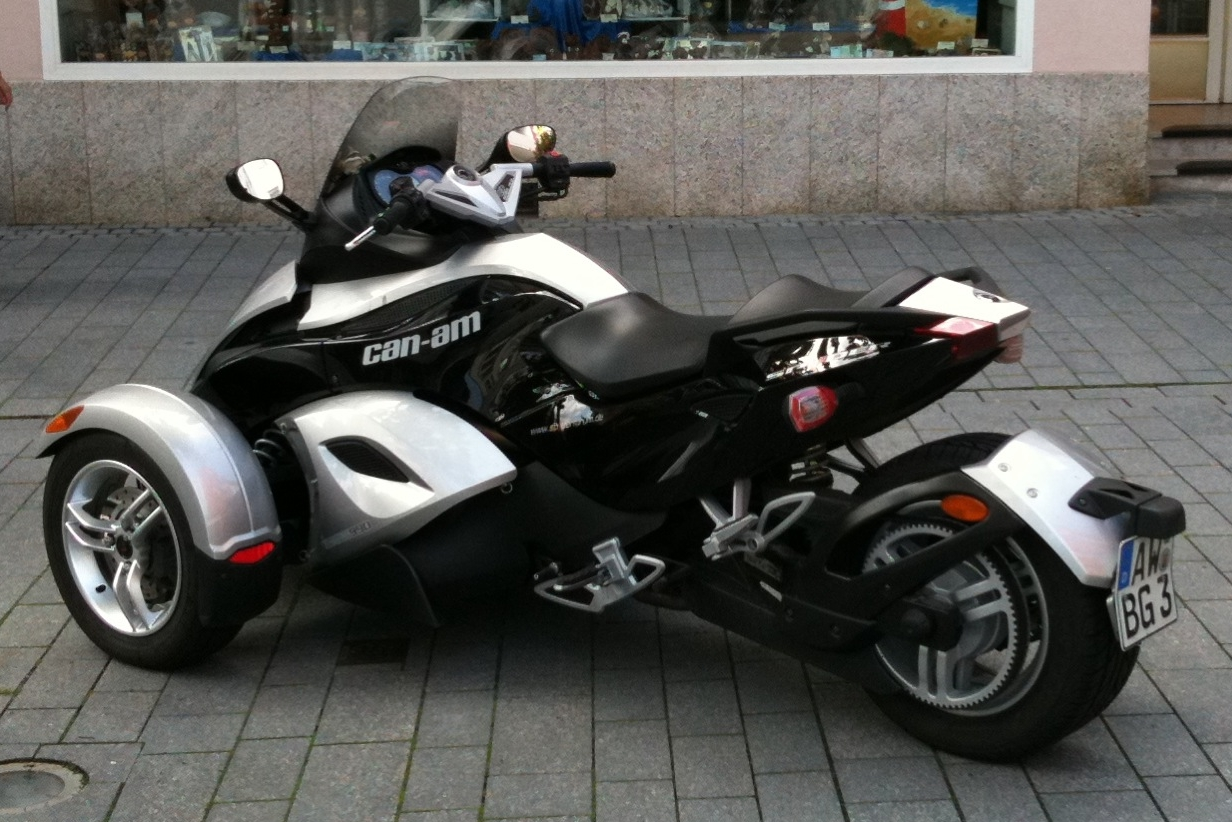
Can-Am Spyder Roadster RS